# 臺北市名人銅像列表
臺北市名人銅像列表列出臺北市自臺灣日治時期至今的偉人像，1895年臺灣總督府與1945年之後中華民國政府，為了其政治目的，分別於台北市各公共場所矗立眾多數量的中大型名人銅像。今這種銅像，以前中華民國總統兼中國國民黨總裁蔣中正銅像最多。據台灣作家林雙不統計，台灣共有45,000座大小不一蔣中正銅像。
與世界其他國家相同，統治台灣的政府當時建造以政治人物為主的這些銅像之目的，也是想藉此宣揚該雕塑主角「偉大」事蹟，並同時藉以教化轄下人民且表揚統治當局的政績。而台北市長期做為台灣政治經濟的樞紐，用來宣揚統治者權力與政治意味濃厚的這些名人銅像數量更是不少。

## 日治時期

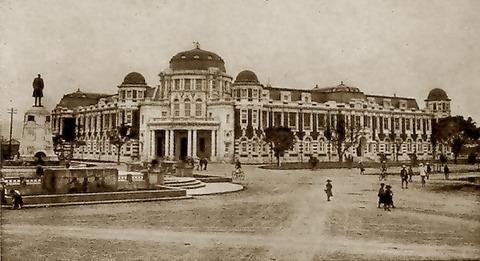
大島久滿次銅像，後面建築物就是現今的監察院

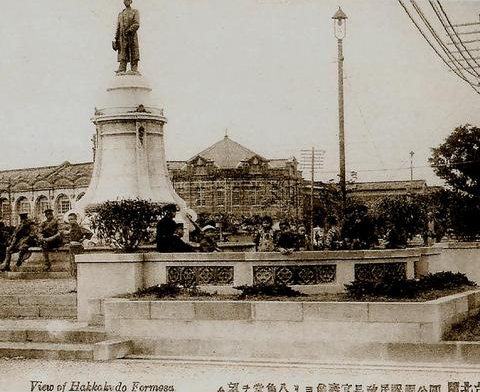
祝辰巳銅像，後面可見西門紅樓

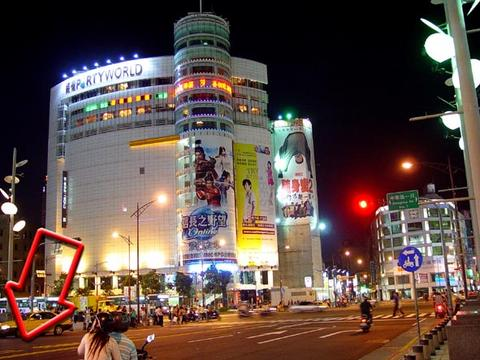
箭頭所指為祝辰巳銅像矗立原址，現今台北捷運西門站6號出口附近

在臺灣或在臺北興起矗立偉人銅像風潮的，應該是日治時期的臺灣總督府。總督府興建這類型銅像，一方面想藉由這些偉人銅像來宣揚政績及擁護天皇、實踐大和民族精神，另一方面也供市民禮敬瞻仰。在政治考量下，加上殖民統治必須的強大權威宣示，當時臺北市在短短時間，各公共場所與校園就矗立了為數不少的銅像。
日治時期台灣及台北市最早的偉人雕像，是臺灣總督府民政長官後藤新平於1899年提議，為首任民政局長水野遵設置紀念像，於1903年設置在圓山公園內，之後陸續發起建設其他人物像。大約在1930年代中期，因日本軍國主義逐漸高漲，台灣各地的公學校、小學校亦開始流行設立二宮尊德、大楠公像。二宮尊德幼名二宮金次郎，為日本農政專家，藉銅像用以教化臺灣民眾勤勉，此銅像皆為背柴狀。楠木正成為日本軍事家，藉銅像用以教化臺灣民眾擁護日本天皇，此銅像皆為騎馬狀。
1943年起，日本於第二次世界大戰戰況漸驅吃緊，財政物資極度缺乏。包含學校內的許多中型銅像與公共場所銅像皆以「銅像徵召」為名徵集充公，運送至兵工廠鎔鑄成各類型武器。所剩不多的日治時期偉人銅像，亦在二戰結束的1945年，於中華民國政府接收台灣過程裡面，絕大部分銷毀。
將日治時期矗立的銅像依照地點來區分，從20世紀初到1940年左右，臺灣總督府曾在臺北市以下地點矗立了中大型「偉人銅像」。下列銅像除少量基座還保存外，其餘銅像均已經悉數被移除銷燬。
| 人名         | 位置                               | 設置時間     | 類型       | 人物事蹟、設計 | 現況 |
| ------------ | ---------------------------------- | ------------ | ---------- | --- | --- |
| 水野遵       | 圓山公園                           | 1903年1月    | 銅製立像   | 首任民政長官，銅像由長沼守敬製作。 | |
| 兒玉源太郎   | 臺北公園                           | 1906年10月   | 石製立像   | 第四任臺灣總督。雕像於義大利佛羅倫斯製作，亦設於臺中公園、臺南公園內。                                                                     | 戰後該大理石雕像移除後，原址建起陳納德銅像，1990年代銅像移除後在原址建立和平鐘。                                 |
| 長谷川謹介   | 台北車站前                         | 1911年4月    | 銅製坐像   | 鐵道部長，銅像由長沼守敬製作。 | 戰後基座不改，另立蔣中正騎馬戎裝銅像。                                                                           |
| 後藤新平     | 臺北公園                           | 1911年6月    | 銅製立像   | 第三任民政長官，銅像由大熊氏廣製作。 | 戰後該銅像移除後，其基座上建起一座四面鐘，1990年代因建造二二八和平紀念碑將基座與鐘拆除。                         |
| 祝辰巳       | 衡陽路與成都路口（原西門橢圓公園） | 1911年11月   | 銅製立像   | 第四任民政長官，銅像由藤田文藏製作、森山松之助設計、由高梨三五郎、城本熊造鑄造。                                                           | 戰後基座移往臺北中山堂廣場東北側另立孫中山銅像，銅像原址則改立毋忘在莒碑。毋忘在莒碑亦於1970年代鐵路地下化拆除。 |
| 大島久滿次   | 忠孝東路、中山北路口（臺北州廳前） | 1913年10月   | 銅製立像   | 第五任民政長官，銅像由新海竹太郎製作，森山松之助、井手薰設計，齊藤成美鑄造，澤井組建設。                                                   | 戰後基座不改、另立蔣中正戎裝銅像，復興橋延長至忠孝東路，中山北路口時蔣中正銅像移至敦化南路、八德路口。           |
| 兒玉源太郎   | 台灣博物館                         | 1915年4月    | 銅製立像   | 日本名雕塑家新海竹太郎雕塑，本放置於臺灣博物館大廳兩側壁龕。                                                                               | 1945年後放置於博物館庫房典藏，2008年正逢台灣博物館成立百年紀念，陳列於銅像陳列室。                               |
| 後藤新平     | 台灣博物館                         | 1915年4月    | 銅製立像   | 日本名雕塑家新海竹太郎雕塑，本放置於臺灣博物館大廳兩側壁龕。                                                                               | 1945年後放置於博物館庫房典藏，2008年正逢台灣博物館成立百年紀念，陳列於銅像陳列室。                               |
| 藤根吉春     | 台灣總督府農業試驗所               | 1916年9月    | 銅製胸像   | 首任臺灣總督府農事試驗場主事，銅像由青山設計，齋藤敬美製造，森山松之助設計。                                                               | |
| 澤井市造     | 臺北第一消防詰所                   | 1917年9月    | 銅製胸像   | 首任台北消防組組長，銅像由新海竹太郎製作，森山松之助設計。                                                                                 | |
| 佛荷里       | 林業試驗所（臺北植物園）           | 1917年12月   | 銅製胸像   | 法國傳教士、植物採集家，銅像由渡邊長男製作。                                                                                               | 戰後佚失，2017年復原。                                                                                           |
| 柳生一義     | 臺北公園                           | 1918年9月    | 銅製立像   | 臺灣銀行頭取（相當於中央銀行總裁），銅像原型由須田素人製作，森山松之助設計，齋藤成美鑄造。                                                 | 原址1975年改立孔子銅像。                                                                                         |
| 巴爾頓       | 自來水博物館（臺北水源地）         | 1919年3月    | 銅製胸像   | 臺灣總督府衛生工程顧問，臺灣自來水之父，銅像原型由須田素人製作，森山松之助設計，本山白雲鑄造。                                             | 戰後佚失，2020年復原，由蒲浩明雕塑。                                                                             |
| 山口秀高     | 台北醫學專門學校講堂               | 1921年2月    | 大理石胸像 | 首任醫學校校長，雕像由北村四海製作。 | |
| 高木友枝     | 台北醫學專門學校講堂               | 1921年2月    | 大理石胸像 | 第二任醫學校校長，雕像由北村四海製作。 | |
| 近藤久次郎   | 交通部中央氣象局（原臺北測候所）   | 1926年11月   | 銅製胸像   | 臺北測候所所長，銅像由須田晃山製作，井手薰設計。                                                                                           | |
| 佐久間左馬太 | 了覺寺（十普寺）                   | 1927年8月    | 銅製胸像   | 第五任臺灣總督，銅像由須田晃山製作，井手薰設計。                                                                                           | |
| 三澤糾       | 國立臺灣師範大學                   | 1930年11月   | 銅製胸像   | 台北高等學校首任校長，銅像由鹽月桃甫製作。                                                                                                 | 戰後另立蔣中正銅像。                                                                                             |
| 志保田鉎吉   | 國立臺北教育大學                   | 1932年10月   | 銅製胸像   | 臺北第一師範學校校長，銅像由井手薰設計，黃土水鑄造。                                                                                       | |
| 船越倉吉     | 圓山公園                           | 1933年11月   | 銅製胸像   | 第二任臺北消防局長，銅像由須田素人製作，井手薰設計。                                                                                       | |
| 井村大吉     | 北投公園                           | 1934年10月   | 銅製胸像   | 曾任台北廳長，興建北投公園，銅像由北村西望製作。                                                                                           | 基座仍存，改為孫中山銅像。                                                                                       |
| 樺山資紀     | 臺灣總督府前                       | 1935年12月   | 銅製立像   | 首任臺灣總督，此像為統治40周年的紀念事業之一。銅像由北村西望製作，周邊設計為井手薰、八坂志賀助、竹中久雄。為總督府所建立的最後一座大型銅像 | |
| 早田文藏     | 台北植物園腊葉館前                 | 1936年1月    | 銅製胸像   | 植物學家 | 戰後佚失，2017年復原。                                                                                           |
| 堀內次雄     | 醫學專門學校西南側                 | 1936年3月    | 銅製胸像   | 第三任醫學校校長。 | |
| 速水和彥     | 台北鐵道工場                       | 1936年3月    | 銅製胸像   | 鐵道部工作課長兼運轉課長。 | 基座仍存。 |
| 河瀨半四郎   | 臺北第二中學校                     | 1938年1月    | 銅製胸像   | 台北第二中學校校長。 | |
| 幣原坦       | 台北帝國大學圖書館講堂             | 1938年12月   |            | 台北帝大首任校長。 | |
| 金丸繁治     | 北投街道路稍高處                   | 1940年12月後 | 石製半身像 | 曾任台北州保安課長，開發北投溫泉。 | |

## 中華民國政府遷臺後（解嚴前）

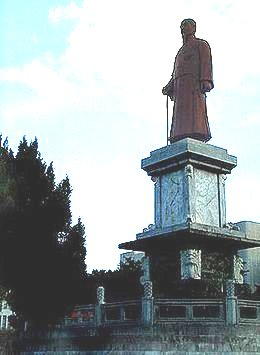
介壽公園林森銅像

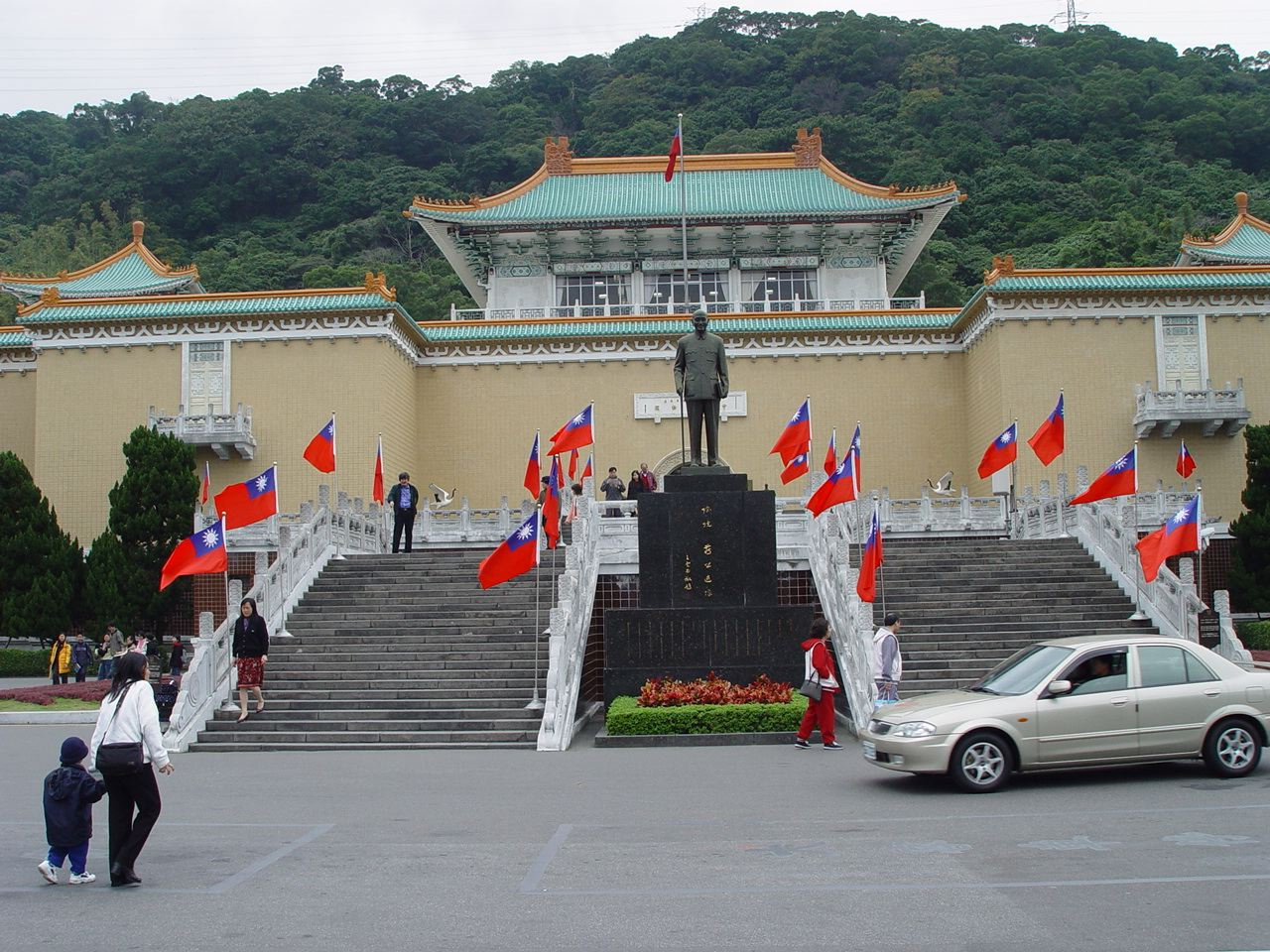
台北故宮改建前蔣中正銅像，現已搬至圖書文獻大樓

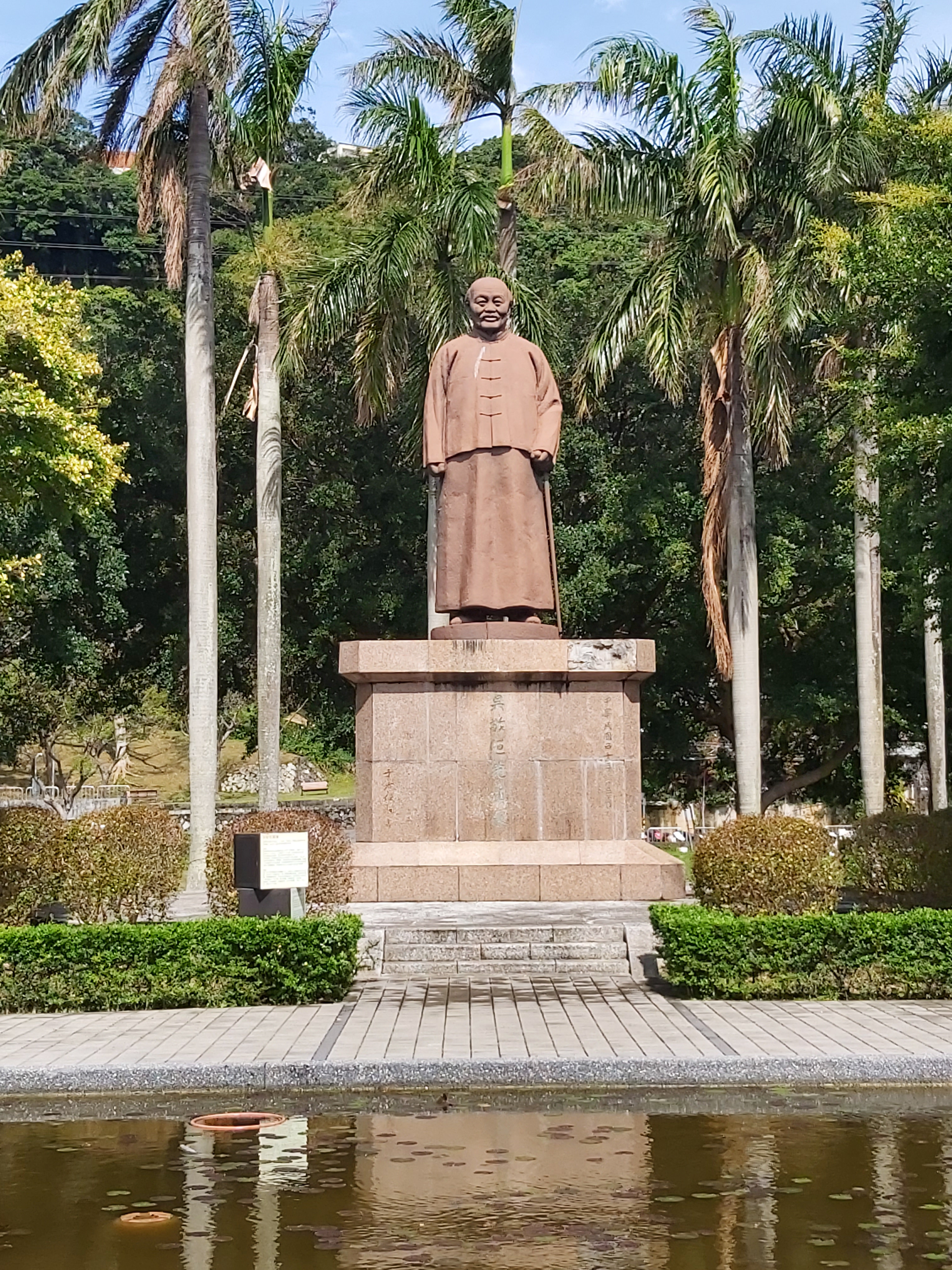
至善公園吳稚暉銅像

1949年中華民國政府遷台之後，為了加強宣導意識型態與實踐政治教育，開始在台北市各路口、大型公共場所與各學校校園大量矗立孫中山、蔣中正與孔子的銅像。
1975年中華民國當任總統蔣中正因病去世後，這塑造銅像風潮達到另一波頂峰。在當時幾年內，中國國民黨執政的中華民國政府不僅於台北市中正紀念堂豎立起全世界最大的蔣中正銅像，也於台北市各地路口及公共場所豎立數座中大型的所謂蔣公銅像。另外，台北市大部分校園也同時豎立起大小不一的該類型銅像。也因此，至今仍經常可在台北市各校園見到孔子銅像、孫中山銅像與蔣中正銅像。
以下是位於臺北市公共場所的主要中大型銅像所矗立地點及其簡介。
- 國父紀念館
  - 國父紀念館大廳所矗立之孫中山坐像，高5.8m，重16700kg，人物身著中山裝；基座高3.1m，刻有孫中山手書《禮記·禮運·大同篇》。銅像由陳一帆鑄造，1972年5月16日落成揭幕，落成時是世界最大的孫中山銅像。現由中華民國三軍儀隊護衛，並在每天定時進行儀隊衛兵交接表演。
- 中正紀念堂
  - 中正紀念堂大廳所豎立之蔣中正坐像，高6.3m，厚6~12mm，重21250kg，穿著長袍馬褂；基座高3.5m，刻有蔣中正遺囑。銅像作者為陳一帆，1980年4月4日落成揭幕，是世界現存最大的蔣中正銅像。原由三軍儀隊護衛，每天定時進行交接表演，2024年儀隊自大廳撤出。
- 總統府（介壽館）
  - 孫中山半身像，位於總統府後敞廳壁龕內，作者為闕明德，1958年5月立（取代1957年豎立於原址的一座聯勤六〇兵工廠鑄造的孫中山半身銅像）；陳水扁總統任內於2007年2月9日移除，馬英九總統任內於2008年11月12日復立於原位，並在基座上加刻孫中山手書「天下為公」四字。
  - （已移除）蔣中正半身像，位於總統府前敞廳中央，基座刻有其手書「千秋氣節久彌著 萬古精神又日新」「以國家興亡為己任 置個人死生于度外」「生活的目的在增進人類全體之生活」「生命的意義在創造宇宙繼起之生命」等語句，作者為陳一帆，1975年10月25日立，陳水扁總統任內於2000年移除，轉往中正紀念堂展廳擺放。
- 國立故宮博物院（中山博物院）
  - （已移位）孫中山坐像，原作者為法籍波蘭裔雕塑家保羅·蘭多斯基，係由作者之子馬塞爾應中華民國政府請求，於1960年代按南京中山陵祭堂內其父所雕刻的孫中山大理石坐像及基座浮雕（1930年立）翻鑄而成。像高3.12m，穿著長袍馬褂，手持國民政府建國大綱；底座上六幅浮雕表現孫中山一生的革命事蹟（正面為「如抱赤子」，背面為「國會授印」，左側為「出國宣傳」「商討革命」，右側為「討袁護國」「震聾發聵」）。原位於博物院正館二樓大廳中央，1965年11月12日立，銅像背後牆上後來增加裝飾孫中山手書「民族 民權 民生」六字；2004年正館改建工程期間，銅像移到附近土地公廟室外放置，2010年1月1日移回館內B1大廳擺放，背後匾額為孫中山手書「博愛」。
  - （已移位）蔣中正立像，身著中山裝、持手杖，作者為陳一帆，基座刻有王雲五手書「總統 蔣公造像」，原位於正館入口臺階丹陛處，1975年10月4日立，2004年故宮改建後移往圖書文獻大樓二樓入口門外豎立，基座拆除。
  - （已移位）孔子立像，以唐代畫家吳道子所繪孔子形象為範本鑄造，雙手行叉手禮，作者為方延杰，基座刻有蔣中正手書「復興中華文化」，原位於博物院外廣場入口處臺階下，1972年3月29日立，1980年代中期移往博物院行政大樓前豎立，基座拆除，1990年代再移往圖書文獻大樓前豎立。
- 中山樓
  - 孫中山坐像，位於一樓入口圓廳中央，穿著長袍馬褂，手持建國大綱，作者為林木川，1988年立。
  - 蔣中正與蔣經國父子立像，位於中華文化堂二樓門廳（川堂），蔣中正身著長袍馬褂、持手杖與帽子，蔣經國身著西裝，作者為楊國君，背後匾額為孫中山手書「繼往開來」，1988年立。

- 路口圓環及其他公共場所
  - （已移除）中山南、北路與原中正東、西路（今忠孝東、西路）交叉口，蔣中正立像，身著特級上將大禮服（免冠），面向中正西路方向，由中國國民黨臺灣省黨部籌建，臺灣雕塑家蒲添生鑄造並命名為「蔣主席戎裝銅像」，1946年12月25日立，為全臺灣戶外公共場所第一座蔣中正銅像。原址在日本殖民時期曾矗立大島久滿次銅像，基座為原物。由於交通規劃、復興橋擴建，於1967年移除，銅像遷移至敦化南路與中正路交叉口圓環豎立（見下文），基座拆除。
  - 中山堂外廣場，孫中山立像，身著西裝，由國民黨臺灣省黨部籌建，作者為蒲添生，1949年10月10日立，為全台灣戶外公共場所第一座孫中山銅像。原址在日本殖民時期曾樹立「北白川宮能久親王御駐營之址」紀念碑，基座原為日治時期祝辰巳銅像基座，自西門橢圓公園移來。
  - （已移除）敦化南、北路與原中正東路（今八德路）交叉口圓環，蔣中正立像，身著長袍馬褂、持手杖，面向北側，作者為劉獅，基座刻有于右任手書「民族救星」，1952年10月31日立，1968年被另一尊由蒲添生所作的蔣中正銅像取代（見下文），基座拆除，銅像後來下落不明。
  - （已移除）敦化北路與南京東路交叉口圓環，吳稚暉立像，持手杖，面向西側，1964年3月25日落成，作者為蒲添生，身著長袍、姿勢略微駝背；約在1965年被替換為一座身著長袍馬褂、抬頭挺胸姿勢的吳稚暉銅像，作者為陳一帆（蒲添生原作下落不明）。基座刻有于右任手書「吳敬恆先生像」。1988年11月19日圓環因交通原因拆除，銅像連同基座移往士林區至善公園豎立。
  - （已移除）國立歷史博物館曾於1965年3月20日設置「國家歷史人像陳列室」，先後陳列孫中山、于右任、陳誠等人半身銅像於室內，其中于右任與陳誠銅像作者為陳一帆。
  - （已移除）敦化南路與仁愛路交叉口圓環，于右任立像，身著長袍馬褂、持手杖，面向西側，作者為陳一帆，基座刻有集王羲之字「于右任先生像」，1966年4月10日立，1998年1月2日與基座一併移除，銅像後來移往國父紀念館中山公園豎立。
  - （已移除）敦化南、北路與原中正路（更早為中正东路，今八德路）交叉口圓環，蔣中正立像，面向南側，作者為蒲添生，由中正路與中山北路口遷建而來，基座飾有吳稚暉手書「生活的目的在增進人類全體之生活 生命的意義在創造宇宙繼起之生命」，1968年8月14日立，1988年11月19日因交通原因與圓環一併移除，銅像後來下落不明。
  - 國立政治大學後山（文山區環山一道與環山二道交匯處），蔣中正騎馬戎裝像（身著北伐時期國民革命軍軍裝），基座刻有「永懷校長 蔣公」及蔣中正手書「堅苦卓絕」「親愛精誠」八字，1987年5月20日立，有「換腳的銅像」傳說；2019年2月遭人鋸斷馬腿，校方修復後為避免再遭破壞，在其四周樹立玻璃屏障。
  - 中山橋原「再春游泳池」旁，捨身救人者李再春立像，1980年立，1990年代失蹤，2010年代重新發現並豎立。

- 公園綠地
  - 北投公園，孫中山半身像，由陽明山管理局建立，1965年11月12日立，原址曾為日本殖民時期台北廳長井村大吉半身像，基座為殖民時期舊物，刻有「國父遺像」。
  - 介壽公園，林森立像，身著長袍馬褂、持手杖，佩戴采玉大勛章，作者為張永昌，基座刻有蔣中正手書「林森先生像」，1969年11月15日立。
  - 興隆公園，蔣中正立像，身著中山裝、持手杖，由興旺里里民捐建，基座刻有倪文亞手書「永懷領袖」，1977年4月5日立。
  - 青年公園，蔣中正騎馬戎裝像（身著抗戰時期國民革命軍軍裝），由臺北市政府建立，作者為謝棟樑，基座刻有「總統 蔣公銅像」及蔣中正手書「以國家興亡為己任 置個人死生于度外」「生活的目的在增進人類全體之生活 生命的意義在創造宇宙繼起之生命」等語句，1977年6月立。
  - 林森公園，岳飛騎馬像，基座刻有「岳武穆王銅像」、岳飛手書「還我河山」四字及于右任手書岳飛滿江紅詞，作者為蒲添生之子蒲浩明，1979年6月28日立。
  - 台北公園（今二二八和平紀念公園）：
    - （已移除）公園南部，陳納德半身像，作者為楊英風，1960年4月14日立，基座刻有「陳納德將軍像」，銅像一旁的「陳納德將軍紀念碑」刻有飛虎隊血幅；原址在日本殖民時期曾矗立兒玉源太郎石雕像，銅像於1997年遷往新生公園竖立，2006年再遷往花蓮空軍基地；
    - 公園東部翠亨閣四方，大木亭、大潛亭、滄海亭、劍花亭中各立有「開臺先賢」鄭成功、劉銘傳、丘逢甲、連雅堂半身像，1963年1月23日立，基座上刻有每人的生平事略；
    - 公園東北角，孔子立像，由台北市中區獅子會與日本高崎獅子會共同捐建，作者為蒲添生與蒲浩明父子，基座刻有張豐緒手書「杏壇」，背後石屏飾有篆書「至聖先師」四字，1975年2月18日立；原址在日本殖民時期曾矗立柳生一義銅像。

  - 陽明山國家公園：
    - 王陽明立像，位於陽明山花鐘附近，身著儒服、頭戴儒冠、執手杖，由台北市山而獅子會與日本有馬獅子會共同捐建，作者為方延杰，基座刻有作者手書「王陽明先生造像」，1973年5月15日立；
    - 蔣中正坐像，面向辛亥光復樓，身著長袍馬褂，背後岩壁上刻有其手書「毋忘在莒」四字，1980年2月23日立；於2017年4月及6月兩度遭人「砍頭」，後修復。
    - 明恥亭內孫中山半身像，基座刻有「明恥」二字，1965年立。
    - 苗圃童軍露營地，童軍運動推廣者吳兆棠半身像，1965年立；捐贈陽明山土地的李建川半身像。
    - 帕米爾公園內，于右任半身石雕像，1978年立；「帕米爾齧雪同志會」會長韓克溫半身銅像，1985年立；另有孫中山半身像及若干齧雪同志會前輩半身像。

  - 胡適公園
    - 胡適半身像，位於胡適墓園旁，身著博士服，基座刻有于右任手書「胡適之先生像」，由中國公學校友會捐建，作者為楊英風，1963年12月17日立；
    - 董作賓半身像，位於公園內其墓附近，基座刻有「董作賓先生」，1960年代立。

  - 南港區胡適國民小學及中央研究院大門之間的南港29號綠地，蔣中正立像，身著中山裝、持手杖，面向北側；2021年，臺北市政府因應促進轉型正義委員會提出的「轉型正義」要求，以黑色壓克力板遮蓋銅像基座上的「先總統 蔣公銅像」「永懷領袖」「民族救星」字樣。

此外，位於臺北市附近的重要名人銅像有：
- 原臺北縣泰山鄉（今新北市泰山區）「陳故副總統墓園」（今辭修公園）內的陳誠銅像，坐像，身著西裝，位於墓園二層平臺中央，基座刻有「陳辭修先生像」，並飾有四顆五角星代表其一級上將軍銜，作者為郭清治；1972年3月5日立，1993年8月陳誠家屬將其遷葬高雄縣佛光山後，銅像遷往臺北縣辭修高級中學校園內豎立。

## 備註

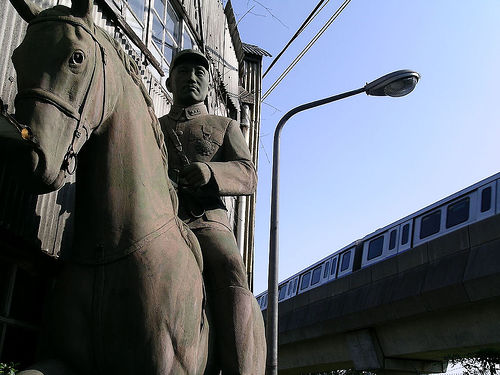
位於臺北市北投區雕塑家魏立之工作室室外的蔣中正銅像

在世界各地，不同統治政府所興建的偉人銅像常因時空背景與政治因素被移除或銷燬，台北市各地所矗立的許多偉人銅像也不例外。例如台灣日治時期設立於台北公共場所與學校的所有中大型偉人銅像，1945年二次世界大戰日本投降後幾乎全數被國民黨政府銷毀。
這情形相同發生於1987年解嚴與隨後的李登輝執政。由於台灣政治的民主化，民眾對蔣中正任內白色恐怖及對個人崇拜的反感，因此在台灣許多機關紛紛將以蔣中正銅像為主的偉人銅像從各公共場所移除，是為去蔣化。這現象在民主進步黨於2000年取得政權之後，更是普遍，也一度成為話題。民間也不時發生破壞銅像的事件
相同地，近年來台北市許多機關或學校的蔣中正銅像已經悄悄拆除。而收容最多尊此類型銅像的地方，是位於桃園市大溪區的兩蔣文化園區（中正公園）。